# Zygmunt Moczyński (działacz polonijny)

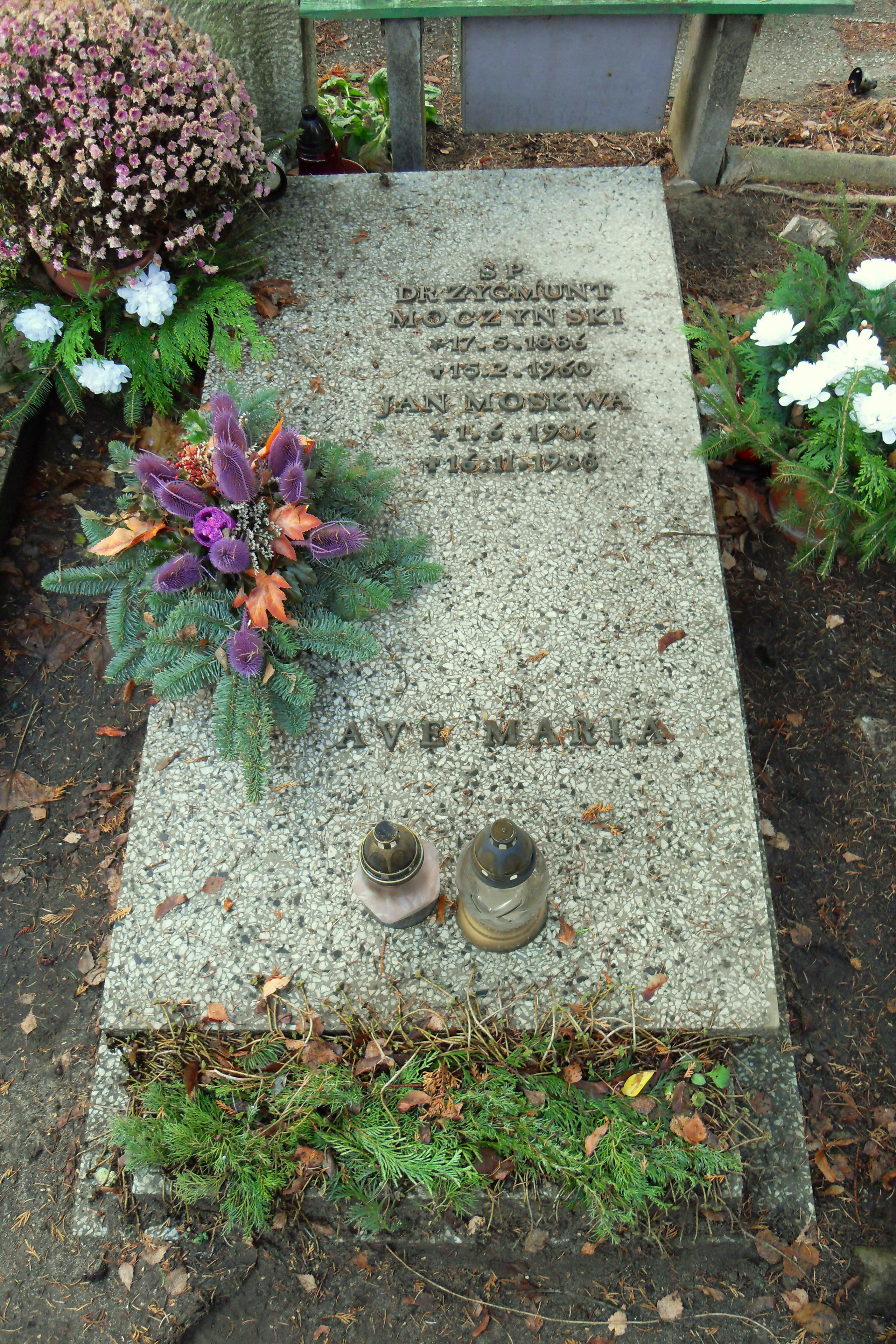
Grób na gdańskim cmentarzu Oliwskim

Zygmunt Moczyński (ur. 17 maja 1886 w Wałczu, zm. 15 lutego 1960 w Gdańsku) – polski działacz w Wolnym Mieście Gdańsku, poseł do Volkstagu (1923–1930, 1933–1936), prezes Zarządu Głównego Gminy Polskiej w Wolnym Mieście Gdańsku (od 1927), marszałek Rady Naczelnej Związku Polaków w Wolnym Mieście Gdańsku (od 1933).

## Życiorys
Urodził się w rodzinie polskiej na terenie Prus Zachodnich. W 1908 ukończył prawo na uniwersytecie we Wrocławiu i przeniósł się do Gdańska.
W 1923 po raz pierwszy zasiadł w gdańskim Volkstagu (II kadencja). Wybierano go również w latach 1927 i 1933 (III i V kadencja). Na forum parlamentu konsekwentnie bronił praw ludności polskiej na terenie Wolnego Miasta.
Od 1927 roku sprawował funkcję prezesa Zarządu Głównego związanej z Narodową Demokracją Gminy Polskiej w Wolnym Mieście Gdańsku. Był członkiem Związku Zjednoczeń Zawodowych Polski. Angażował się w gospodarczą współpracę na linii Gdańsk–Warszawa. Od 1932 przewodniczył założonemu przez siebie Związkowi Poprawy Gdańsko-Polskich Stosunków Gospodarczych. Był także zaangażowany w działalność Gdańskiej Izby Handlowej.
Był współsygnatariuszem memoriału do rządu RP na temat sytuacji Polaków nad Motławą "Krytyczne położenie Polonii gdańskiej" z czerwca 1928.
W 1931 współorganizował polski Związek Strzelecki na terenie Gdańska. Nie rezygnował z działalności polonijnej: w 1933 roku wybrano go marszałkiem Rady Naczelnej Związku Polaków w Wolnym Mieście Gdańsku – organizacji konkurencyjnej w stosunku do Gminy Polskiej. W trakcie swej działalności polonijnej był w sporze z przedstawicielem RP Henrykiem Strasburgerem.
W 1938 opuścił Gdańsk i osiadł w Poznaniu, po kilku miesiącach przyjmując obywatelstwo polskie. Okres II wojny światowej spędził w Krośnie. Po powrocie do Gdańska pracował w Urzędzie Wojewódzkim i był dyrektorem Giełdy Zbożowo-Towarowej w latach 1947-1950. W tym okresie zasiadał w Miejskiej Radzie Narodowej Gdańska.
Został pochowany na cmentarzu Oliwskim (kwatera 8-10-16).